# Primera División de fútbol sala 2022-23
La temporada 2022-23 de Primera División de fútbol sala es la 34.ª edición de la máxima competición del fútbol sala de España. La competición es organizada por el Comité Profesionalizado de Fútbol Sala de la RFEF. Cuenta con 16 clubes. El equipo ascendido desde Segunda División son el Noia Portus Apostoli, que fue el campeón de la competición y el BeSoccer CD UMA Antequera que fue el vencedor de la eliminatoria tras derrotar al Atlético Benavente en la final.

## Equipos participantes

### Equipos por comunidad autónoma
| N.º | Comunidad autónoma   | Equipos |
| --- | -------------------- | --- |
| 4   | Andalucía            | Jaén Paraíso Interior FS, Córdoba Patrimonio de la Humanidad, Real Betis Futsal, BeSoccer CD UMA Antequera. |
| 2   | Castilla-La Mancha   | Quesos El Hidalgo Manzanares FS, Viña Albali Valdepeñas.                                                    |
| 2   | Cataluña             | Barça, Industrias Santa Coloma.                                                                             |
| 1   | Comunidad Valenciana | Levante UD FS.                                                                                              |
| 2   | Región de Murcia     | ElPozo Murcia Costa Cálida, Jimbee Cartagena.                                                               |
| 2   | Navarra              | Osasuna Magna Xota FS, Aspil Jumpers Ribera Navarra FS.                                                     |
| 1   | Galicia              | Noia Portus Apostoli.                                                                                       |
| 1   | Islas Baleares       | Mallorca Palma Futsal.                                                                                      |
| 1   | Comunidad de Madrid  | Movistar Inter FS.                                                                                          |

### Ascensos y descensos
| Pos. | Descendidos a 2.ª División |
| ---- | -------------------------- |
| 15.º | Sala 10 Zaragoza           |
| 16.º | Pescados Rubén Burela      |

| Pos.  | Ascendidos de 2.ª División |
| ----- | -------------------------- |
| 1.    | Noia Portus Apostoli       |
| Prom. | BeSoccer CD UMA Antequera  |

## Detalles de la competición liguera

### Clasificación de la liga regular
|                                                                | Equipo                             | Puntos | J  | G  | E  | P  | GF  | GC  | DG  |
| -------------------------------------------------------------- | ---------------------------------- | ------ | -- | -- | -- | -- | --- | --- | --- |
| 1                                                              | Mallorca Palma Futsal              | 65     | 30 | 20 | 5  | 5  | 120 | 81  | 39  |
| 2                                                              | Barça                              | 64     | 30 | 20 | 4  | 6  | 120 | 77  | 43  |
| 3                                                              | Jimbee Cartagena                   | 61     | 30 | 19 | 4  | 7  | 105 | 83  | 22  |
| 4                                                              | Jaén FS                            | 60     | 30 | 18 | 6  | 6  | 110 | 68  | 42  |
| 5                                                              | ElPozo Murcia Costa Cálida         | 52     | 30 | 16 | 4  | 10 | 92  | 70  | 22  |
| 6                                                              | Inter FS                           | 52     | 30 | 16 | 4  | 10 | 106 | 88  | 18  |
| 7                                                              | Viña Albali Valdepeñas             | 45     | 30 | 14 | 3  | 13 | 97  | 96  | 1   |
| 8                                                              | Noia Portus Apostoli               | 38     | 30 | 10 | 8  | 12 | 84  | 93  | -9  |
| 9                                                              | Industrias Santa Coloma            | 35     | 30 | 9  | 8  | 13 | 87  | 94  | -7  |
| 10                                                             | Quesos Hidalgo Manzanares FS       | 34     | 30 | 9  | 7  | 14 | 80  | 98  | -18 |
| 11                                                             | Ribera Navarra FS                  | 30     | 30 | 8  | 6  | 16 | 78  | 101 | -23 |
| 12                                                             | Real Betis Futsal                  | 29     | 30 | 6  | 11 | 13 | 84  | 104 | -20 |
| 13                                                             | Córdoba Patrimonio de la Humanidad | 29     | 30 | 8  | 5  | 17 | 87  | 111 | -24 |
| 14                                                             | Xota FS                            | 29     | 30 | 8  | 5  | 17 | 59  | 82  | -23 |
| 15                                                             | BeSoccer CD UMA Antequera          | 29     | 30 | 7  | 8  | 15 | 74  | 100 | -26 |
| 16                                                             | Levante UD FS                      | 23     | 30 | 7  | 2  | 21 | 74  | 111 | -37 |
| Fuente: Liga Nacional de Fútbol Sala; actualización automática |                                    |        |    |    |    |    |     |     |     |

### Promoción por el título
Cuadro:
|  | Cuartos de final           | Cuartos de final        | Cuartos de final        |   |             | Semifinales    | Semifinales    | Semifinales    |  |       | Final                | Final                | Final                | Final                |  |
|  | 23, 24, 26 y 27 de mayo    | 23, 24, 26 y 27 de mayo | 23, 24, 26 y 27 de mayo |   |             | 3 y 7 de junio | 3 y 7 de junio | 3 y 7 de junio |  |       | 16, 18 y 23 de junio | 16, 18 y 23 de junio | 16, 18 y 23 de junio | 16, 18 y 23 de junio |  |
|  |                            |                         |                         |   |             |                |                |                |  |       |                      |                      |                      |                      |  |
|  |                            |                         |                         |   |             |                |                |                |  |       |                      |                      |                      |                      |  |
|  | ElPozo Murcia Costa Cálida | 1                       | 1                       |   |             |                |                |                |  |       |                      |                      |                      |                      |  |
|  | ElPozo Murcia Costa Cálida | 1                       | 1                       |   |             |                |                |                |  |       |                      |                      |                      |                      |  |
|  | Jaén F. S.                 | 2                       | 3                       |   |             |                |                |                |  |       |                      |                      |                      |                      |  |
|  | Jaén F. S.                 | 2                       | 3                       |   | Jaén F. S.  | 5              | 1              |                |  |       |                      |                      |                      |                      |  |
|  |                            |                         |                         |   | Jaén F. S.  | 5              | 1              |                |  |       |                      |                      |                      |                      |  |
|  |                            |                         | Palma Futsal            | 2 | 0           |                |                |                |  |       |                      |                      |                      |                      |  |
|  | Noia Portus Apostoli       | 2                       | Palma Futsal            | 2 | 0           | 3              |                |                |  |       |                      |                      |                      |                      |  |
|  | Noia Portus Apostoli       | 2                       |                         |   |             |                |                |                |  |       |                      |                      |                      |                      |  |
|  | Palma Futsal               | 8                       | 4                       |   |             |                |                |                |  |       |                      |                      |                      |                      |  |
|  | Palma Futsal               | 8                       | 4                       |   |             |                |                |                |  | Barça | 3                    | 5                    | 5                    |                      |  |
|  |                            |                         |                         |   |             |                |                |                |  | Barça | 3                    | 5                    | 5                    |                      |  |
|  |                            |                         | Jaén F. S.              | 2 | 2           | 2              |                |                |  |       |                      |                      |                      |                      |  |
|  | Viña Albali Valdepeñas     | 2                       | Jaén F. S.              | 2 | 2           | 2              | 3              |                |  |       |                      |                      |                      |                      |  |
|  | Viña Albali Valdepeñas     | 2                       |                         |   |             |                |                |                |  |       |                      |                      |                      |                      |  |
|  | Barça                      | 5                       | 4                       |   |             |                |                |                |  |       |                      |                      |                      |                      |  |
|  | Barça                      | 5                       | 4                       |   | Inter F. S. | 0              | 2              |                |  |       |                      |                      |                      |                      |  |
|  |                            |                         |                         |   | Inter F. S. | 0              | 2              |                |  |       |                      |                      |                      |                      |  |
|  |                            |                         | Barça                   | 2 | 4           |                |                |                |  |       |                      |                      |                      |                      |  |
|  | Inter F. S.                | 3                       | Barça                   | 2 | 4           | 5              |                |                |  |       |                      |                      |                      |                      |  |
|  | Inter F. S.                | 3                       |                         |   |             |                |                |                |  |       |                      |                      |                      |                      |  |
|  | Jimbee Cartagena           | 1                       | 4                       |   |             |                |                |                |  |       |                      |                      |                      |                      |  |
|  | Jimbee Cartagena           | 1                       | 4                       |   |             |                |                |                |  |       |                      |                      |                      |                      |  |
|  |                            |                         |                         |   |             |                |                |                |  |       |                      |                      |                      |                      |  |

|               |
| Campeón Barça |
| 7.º título    |